# Larissa Pimenta
Larissa Cincinato Pimenta (São Vicente, 1 de março de 1999) é uma judoca e medalhista olímpica brasileira e bicampeã nos Jogos Pan-Americanos.
Atualmente ela ocupa a 10ª posição no ranking mundial de judô e é Terceiro-Sargento RM2 - EP da Marinha do Brasil, onde é atleta do Programa de Alto Rendimento das Forças Armadas.
Larissa Pimenta é a primeira mulher a conquistar uma medalha Olímpica na história do Esporte Clube Pinheiros.

## Biografia
Larissa começou a praticar judô porque seus irmãos mais velhos também o faziam na escola. Eles treinavam com ela, em casa, os golpes que aprendiam. Mais tarde, ela começou a treinar em uma escola pública em São Vicente, São Paulo, e depois se transferiu para o Clube Pinheiros. Com 14 anos, sua persistência e o apoio da família foram essenciais para sua jornada até os Jogos Olímpicos. Em 2015, ela perdeu a avó, Dona Maria do Carmo. A perda a fez entrar em uma depressão e o esporte foi uma das chaves de recuperação.
Larissa venceu o Troféu Brasil Interclubes de Judô, que aconteceu em Canoas (RS) em 2018. Aos 19 anos, ela se destacou em uma das categorias mais disputadas da competição, superando atletas experientes como Eleudis Valentim, que conquistou a medalha de prata, e Érika Miranda, que ficou em quinto lugar. Essa resultado a classificou para a Seletiva Olímpica para Tóquio. No ano seguinte ela também conquistou o 1º lugar na competição, que aconteceu em Brasília.

### 2018-2020
Aos 19 anos, Pimenta conquistou a medalha de ouro nos Jogos Sul-Americanos de 2018 realizados em Cochabamba, na Bolívia.
Pimenta obteve a medalha de bronze no Grand Prix de Tbilisi de 2019, sua primeira em torneios Grand Prix. No Grand Prix de Judô de Antalya de 2019 ela conquistou seu segundo bronze consecutivo.  No Campeonato Pan-Americano de Judô de 2019, realizado em Lima, no Peru, Pimenta conquistou a medalha de ouro na prova até 52 kg. Ela subiu ao pódio pela primeira vez em um Grand Slam (torneio que dá mais pontos no ranking de judô depois dos Jogos Olímpicos, do Mundial e do World Masters) no Grand Slam de Baku de 2019, obtendo o bronze. Ela obteve seu maior título na carreira até o momento ao vencer os Jogos Pan-Americanos de 2019 em Lima. Nesse mesmo ano, ela competiu na prova até 52 kg feminino no Campeonato Mundial de Judô de 2019, realizado em Tóquio, no Japão. Pimenta venceu a primeira luta, contra Raguib Abdourahman, do Djibuti, mas foi eliminada na partida seguinte, contra Uta Abe, do Japão, que conquistou a medalha de ouro e mais tarde se tornaria campeã olímpica.  Em outubro também foi medalhista de prata no Grand Slam de Brasília de 2019.
Em fevereiro de 2020, ela conquistou o bronze no Grand Slam de Paris de 2020 ao derrotar Sarah Menezes. Em novembro de 2020, ela também conquistou uma das medalhas de bronze na prova até 52 kg feminino no Campeonato Pan-Americano de Judô, realizado em Guadalajara, no México.
Em 2021, ela disputou a prova até 52 kg feminino no World Masters, realizado em Doha, no Catar, sendo superada por ippon na primeira luta pela sul-coreana Park Da-sol. Em março de 2021, ela terminou em 5º lugar no Grand Slam de Tbilisi de 2021. Em abril, ela garantiu a medalha de ouro em sua prova no Campeonato Pan-Americano de Judô de 2021, realizado em Guadalajara, no México. Em junho de 2021, Pimenta conquistou uma das medalhas de bronze na prova de equipes mistas do Campeonato Mundial de Judô de 2021, realizado em Budapeste, na Hungria. Ela também competiu na prova feminina até 52 kg, onde foi eliminada na segunda luta.

### Jogos Olímpicos de 2020
Nas Olimpíadas de Tóquio, Larissa chegou nas oitavas de finais. Ela perdeu para a bicampeã Uta Abe, do Japão, depois de levar um ippon da judoca. Na competição por equipes, perdeu duas lutas ao ser escalada diante de competidoras em categorias mais pesadas.

### 2021-2024
Pimenta conquistou o ouro no Campeonato Pan-Americano de Judô de 2022, em Lima, sagrando-se tricampeã da competição. Ela chegou às quartas de final do Campeonato Mundial de Judô de 2022, mas depois perdeu duas lutas consecutivas, terminando na 7ª colocação.

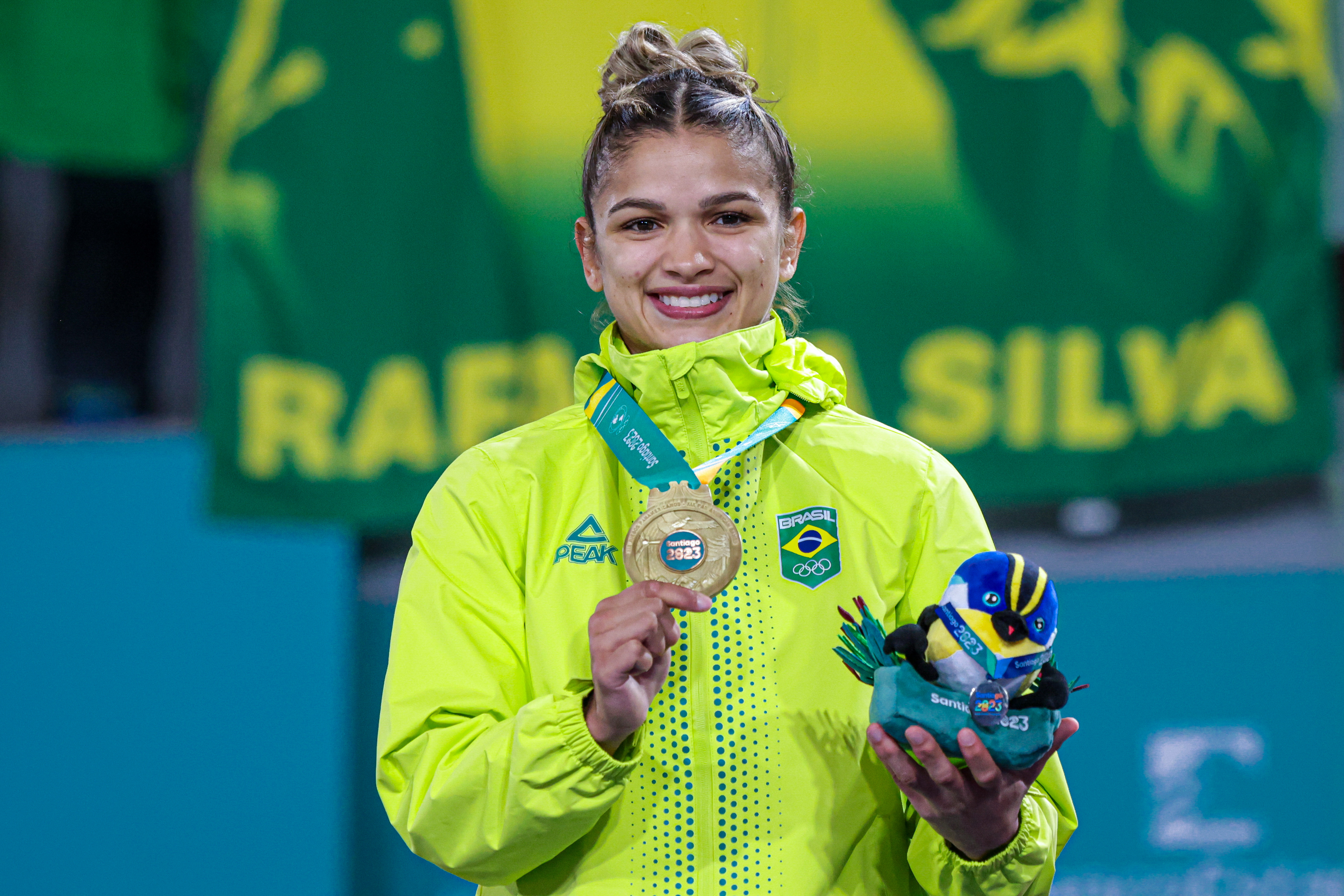
Larissa Pimenta nos Jogos pan-americanos Santiago 2023.

Em fevereiro de 2023, ele conquistou o bronze no Grand Slam de Tel Aviv de 2023. Pimenta conquistou o ouro no Campeonato Pan-Americano de Judô de 2023, em Calgary, sagrando-se tetracampeã da competição. Com a medalha de ouro nos Jogos Pan-Americanos de 2023, sagrou-se bicampeã da competição, além de, posteriormente, na mesma competição, conquistar a medalha de prata com a seleção brasileira mista. Ela também terminou em 5º lugar no Grand Slam de Tóquio de 2023.
Em março de 2024, ela obteve seu primeiro título a nível Grand Prix ao obter o ouro no Grand Prix de Linz de 2024. Pimenta conquistou o ouro no Campeonato Pan-Americano de Judô de 2024, no Rio de Janeiro, sagrando-se pentacampeã da competição. Ela obteve a medalha de prata no Grand Slam de Astana de 2024. No Campeonato Mundial de Judô de 2024, Pimenta repetiu o desempenho de 2022, onde ela chegou às quartas de final, mas posteriormente perdeu duas lutas, terminando em 7º lugar. Odette Giuffrida,que venceu Pimenta nas quartas, terminou como campeã do torneio. 

### Jogos Olímpicos de 2024
Nos Jogos Olímpicos de 2024 em Paris, Pimenta chegou às quartas de final derrotando a medalhista olímpica de bronze e vice-campeã mundial Chelsie Giles. Lá, perdeu para outra medalhista olímpica de Tóquio, Amandine Buchard, indo para a repescagem. Derrotou a medalhista de bronze do Mundial de 2024 Mascha Ballhaus e na disputa do bronze, derrotou a campeã mundial e vice-campeã olímpica Odette Giuffrida para conquistar a medalha de bronze. Apesar de dessa vez não ter lutado na competição por equipes, recebeu mais um bronze por ter sido listada como parte da equipe.

## Títulos
Campeonato Pan-Americano – Sub 18
- Ouro: 2016 (Argentina)[10]

Campeonato Pan-Americano – Sub 21
- Ouro: 2018 (Argentina)[10]

Troféu Brasil Interclubes
- Ouro: 2018 (Canoas)[12]
- Ouro: 2019 (Brasília)[13]

## Ligação externa
Larissa Cincinato Pimenta no Instagram